# Takayuki Yamasaki
Takayuki Yamasaki (山崎 隆之) né le 14 février 1981 à Hiroshima est un joueur professionnel japonais de shogi.

## Biographie

### Premières années
Takayuki Yamasaki intègre le centre de formation de la Fédération japonaise de shogi en 1992 à l'âge de 11 ans sous la tutelle de Nobuo Mori (ja). Il passe professionnel en 1998 en finissant second de la ligue des 3-dan avec 12 victoires et six défaites,.

## Palmarès
Yamasaki a atteint une finale de titre majeur au cours de sa carrière (le Oza en 2009), mais sans l'emporter. Il a cependant remporté 8 finales de titres mineurs.

### Titres mineurs
| Tournoi                                        | Années     | Nombre de victoires |
| ---------------------------------------------- | ---------- | ------------------- |
| Coupe NHK                                      | 2004, 2017 | 2                   |
| Eiō                                            | 2015       | 1                   |
| Nihon Shogi Series                             | 2017       | 1                   |
| Shinjin-Ō                                      | 2000, 2004 | 2                   |
| *Tournoi rapide des jeunes professionnels (ja) | 2002       | 1                   |
| *Daiwa Securities Strongest Player Cup (ja)    | 2009       | 1                   |

Note : Les tournois marqués d'une astérisque (*) ne sont plus organisés.

## Prix
Yamasaki a reçu plusieurs prix annuels de la Fédération japonaise de shogi au cours de sa carrière, notamment le "prix du Meilleur nouveau joueur"  en 1999 et 2000, le "prix du Meilleur pourcentage de victoires" et le "prix du plus grand nombre de victoires consécutives" en 2001 et 2002, le "prix de l'esprit combatif" en 2003 et 2004, et le prix Kozo Masuda en 2010 et 2011. Il a aussi reçu un prix spécial en 2019 pour avoir remporté plus de 600 parties officielles.

### Classement annuel des gains en tournoi
| Année | Montant gagné | Rang |
| ----- | ------------- | ---- |
| 2005  | 22 990 000 ¥  | 7e   |
| 2009  | 22 710 000 ¥  | 10e  |
| 2012  | 16 430 000 ¥  | 10e  |
| 2016  | 32 060 000 ¥  | 5e   |